# Neopeckia fulcita
Neopeckia fulcita är en svampart som först beskrevs av Buckn., och fick sitt nu gällande namn av Pier Andrea Saccardo 1891. Neopeckia fulcita ingår i släktet Neopeckia, ordningen Pleosporales, klassen Dothideomycetes, divisionen sporsäcksvampar och riket svampar.  Arten är reproducerande i Sverige. Inga underarter finns listade i Catalogue of Life.